# ميشيل زاتلين
ميشيل زاتلين امرأة أعمال كندية، وهي شريك مؤسس والمدير التنفيذي للعمليات في شركة الأمن السيبراني كلاود فلير. كما أنها عضو في مجلس إدارة الشركة. 

## النشأة والتعليم
نشأت في برينس ألبرت (ساسكاتشوان) في كندا. 
تخرجت من جامعة ماكجيل وحصلت على بكالوريوس العلوم في الكيمياء عام 2001، ثم حصلت على ماجستير إدارة الأعمال من كلية هارفارد للأعمال.

## الحياة المهنية
بعد العمل في جوجل وتوشيبا، انضمت إلى الشركة الناشئة I Love Rewards (لاحقًا Achievers) وهو برنامج عالمي لمكافآت الموظفين. 
شاركت في تأسيس كلاودفلير مع زملائها في كلية هارفارد للأعمال ماثيو برنس ولي هولواي في عام 2009.  وهي عضو في مجلس إدارة الشركة وتشغل منصب رئيس الشركة ومدير العمليات.  

في حديثها عن مشاركتها في تأسيس كلاودفلير، قالت:
عندما توصلنا إلى كلاودفلير، لم أكن أعرف شيئًا عن أمن الإنترنت، لكنني أهتم كثيراً بإعجابي بما أفعله. كنت أعرف ما إذا كان بإمكاني المساعدة في إنشاء أمان الإنترنت، فهذا شيء يمكنني العمل بجد من أجله وأفتخر به؛ بعد 10 سنوات، أصبح لدينا 165 مركز بيانات و 12 مليون نطاق «دومين» وأكثر من 800 موظف.
تم تعيينها في مجلس إدارة شركة البرمجيات الأسترالية أتلاسيان في سبتمبر 2021. وهي عضو في فريق الأمن السيبراني في معهد آسبن.

## جوائز
في 2017 تم تسميتها كواحدة من "40 Under 40" لمجلة فوربس ، و «50 امرأة عصامية» (2021)؛  وتم ترشيحها أيضًا كـ «أيقونة ريادة الأعمال الكندية» لـ C100 (2019).
اعتبارًا من عام 2021، أصبحت عضوًا في القادة العالميين الشباب للمنتدى الاقتصادي العالمي.

## روابط خارجية
- ميشيل زاتلين من Cloudflare بشأن الحصول على تمويل لأفكار مجنونة - مقابلة TechCrunch Disrupt 2020 - سبتمبر 17، 2020